# 東南4街站
東南4街站（英語：4 Street Southeast）是一個位於加拿大艾伯塔省卡尔加里、經過規畫和批准興建的卡加利轻轨車站，為綠線的其中的一個車站。作為首階段工程2A段的一部份，該站工程將於2023年展開，並於2027年竣工。車站位於貝爾特萊恩，鄰近弓河和肘河的匯合處。
該站將為卡加利河流地區（一個高密度的市區娛樂中心）重建的一個主要部份。該站啟用後，乘客可直接經由車站前往未來的卡加利活動中心、卡加利牛仔節場地、豐業銀行馬鞍體育館、國家音樂中心、中央圖書館、BMO中心、聖帕特里克島及東村。車站將設於東南11大道地底，鄰近東南奧林匹克大道（Olympic Way SE）。此外，車站及鄰近街景將採用通过环境设计预防犯罪原則，以減少罪案。